# 올림픽 아이티 선수단
아이티는 1900년 파리 하계 올림픽에서 처음으로 올림픽에 모습을 드러냈다. 같은 도시에서 열린 1924년 하계 올림픽에서는 아이티 사격팀의 7명이 자유 소총 대회에서 3위를 차지하면서 아이티 최초의 올림픽 메달이 탄생했다. 1928년에 열린 다음 경기에서는 아이티가 또 다른 메달을 획득했다. 실비오 카토르(Silvio Cator)가 남자 멀리뛰기에서 은메달을 획득했다. 아이티는 1928년부터 여러 차례 올림픽에 참가했지만 다른 메달은 획득하지 못했다. 아이티는 2022년 동계 올림픽에 데뷔했다.

## 대회별 메달 집계

### 하계 올림픽 메달 집계
| 경기                  | 선수          | 금메달 | 은메달 | 동메달 | 합계 | 순위 |
| --------------------- | ------------- | ------ | ------ | ------ | ---- | ---- |
| 1896년 아테네         | 불참          | 불참   | 불참   | 불참   | 불참 | 불참 |
| 1900년 파리           | 3             | 0      | 0      | 0      | 0    | -    |
| 1904년 세인트루이스   | 불참          |        |        |        |      |      |
| 1908년 런던           | 불참          |        |        |        |      |      |
| 1912년 스톡홀름       | 불참          |        |        |        |      |      |
| 1920년 안트베르펜     | 불참          |        |        |        |      |      |
| 1924년 파리           | 9             | 0      | 0      | 1      | 1    | 23   |
| 1928년 암스테르담     | 2             | 0      | 1      | 0      | 1    | 30   |
| 1932년 로스앤젤레스   | 2             | 0      | 0      | 0      | 0    | -    |
| 1936년 베를린         | 불참          |        |        |        |      |      |
| 1948년 런던           | 불참          |        |        |        |      |      |
| 1952년 헬싱키         | 불참          |        |        |        |      |      |
| 1956년 멜버른         | 불참          |        |        |        |      |      |
| 1960년 로마           | 1             | 0      | 0      | 0      | 0    | -    |
| 1964년 도쿄           | 불참          |        |        |        |      |      |
| 1968년 멕시코시티     | 불참          |        |        |        |      |      |
| 1972년 뮌헨           | 7             | 0      | 0      | 0      | 0    | -    |
| 1976년 몬트리올       | 13            | 0      | 0      | 0      | 0    | -    |
| 1980년 모스크바       | 불참          | 불참   | 불참   | 불참   | 불참 | 불참 |
| 1984년 로스앤젤레스   | 4             | 0      | 0      | 0      | 0    | -    |
| 1988년 서울           | 4             | 0      | 0      | 0      | 0    | -    |
| 1992년 바르셀로나     | 7             | 0      | 0      | 0      | 0    | -    |
| 1996년 애틀랜타       | 7             | 0      | 0      | 0      | 0    | -    |
| 2000년 시드니         | 5             | 0      | 0      | 0      | 0    | -    |
| 2004년 아테네         | 8             | 0      | 0      | 0      | 0    | -    |
| 2008년 베이징         | 7             | 0      | 0      | 0      | 0    | -    |
| 2012년 런던           | 5             | 0      | 0      | 0      | 0    | -    |
| 2016년 리우데자네이루 | 10            | 0      | 0      | 0      | 0    | -    |
| 2020년 도쿄           | 6             | 0      | 0      | 0      | 0    | -    |
| 2024년 파리           | 미래의 이벤트 |        |        |        |      |      |
| 2028년 로스앤젤레스   | 미래의 이벤트 |        |        |        |      |      |
| 2032년 브리즈번       | 미래의 이벤트 |        |        |        |      |      |
| 합계                  | 합계          | 0      | 1      | 1      | 2    | 127  |

### 동계 올림픽 메달 집계
| 경기                         | 선수          | 금메달        | 은메달        | 동메달        | 합계          | 순위          |
| ---------------------------- | ------------- | ------------- | ------------- | ------------- | ------------- | ------------- |
| 1924년 샤모니                | 불참          | 불참          | 불참          | 불참          | 불참          | 불참          |
| 1928년 장크트모리츠          | 불참          | 불참          | 불참          | 불참          | 불참          | 불참          |
| 1932년 레이크플래시드        | 불참          | 불참          | 불참          | 불참          | 불참          | 불참          |
| 1936년 가르미슈파르텐키르헨  | 불참          | 불참          | 불참          | 불참          | 불참          | 불참          |
| 1948년 장크트모리츠          | 불참          | 불참          | 불참          | 불참          | 불참          | 불참          |
| 1952년 오슬로                | 불참          | 불참          | 불참          | 불참          | 불참          | 불참          |
| 1956년 코르티나담페초        | 불참          | 불참          | 불참          | 불참          | 불참          | 불참          |
| 1960년 스쿼밸리              | 불참          | 불참          | 불참          | 불참          | 불참          | 불참          |
| 1964년 인스부르크            | 불참          | 불참          | 불참          | 불참          | 불참          | 불참          |
| 1968년 그르노블              | 불참          | 불참          | 불참          | 불참          | 불참          | 불참          |
| 1972년 삿포로                | 불참          | 불참          | 불참          | 불참          | 불참          | 불참          |
| 1976년 인스부르크            | 불참          | 불참          | 불참          | 불참          | 불참          | 불참          |
| 1980년 레이크플래시드        | 불참          | 불참          | 불참          | 불참          | 불참          | 불참          |
| 1984년 사라예보              | 불참          | 불참          | 불참          | 불참          | 불참          | 불참          |
| 1988년 캘거리                | 불참          | 불참          | 불참          | 불참          | 불참          | 불참          |
| 1992년 알베르빌              | 불참          | 불참          | 불참          | 불참          | 불참          | 불참          |
| 1994년 릴레함메르            | 불참          | 불참          | 불참          | 불참          | 불참          | 불참          |
| 1998년 나가노                | 불참          | 불참          | 불참          | 불참          | 불참          | 불참          |
| 2002년 솔트레이크시티        | 불참          | 불참          | 불참          | 불참          | 불참          | 불참          |
| 2006년 토리노                | 불참          | 불참          | 불참          | 불참          | 불참          | 불참          |
| 2010년 밴쿠버                | 불참          | 불참          | 불참          | 불참          | 불참          | 불참          |
| 2014년 소치                  | 불참          | 불참          | 불참          | 불참          | 불참          | 불참          |
| 2018년 평창                  | 불참          | 불참          | 불참          | 불참          | 불참          | 불참          |
| 2022년 베이징                | 1             | 0             | 0             | 0             | 0             | –             |
| 2026년 밀라노-코르티나담페초 | 미래의 이벤트 | 미래의 이벤트 | 미래의 이벤트 | 미래의 이벤트 | 미래의 이벤트 | 미래의 이벤트 |
| 합계                         | 합계          | 0             | 0             | 0             | 0             | -             |

### 종목별 메달
| 종목       | 금 | 은 | 동 | 합계 |
| ---------- | -- | -- | -- | ---- |
| 육상       | 0  | 1  | 0  | 1    |
| 사격       | 0  | 0  | 1  | 1    |
| 합계 (2개) | 0  | 1  | 1  | 2    |

## 같이 보기
- 동계 올림픽에 참가한 열대 국가